# Sistema Katapayadi
O Sistema Katapayādi é um sistema indiano antigo para codificar números como letras, frequentemente usado como uma técnica mnemônica para lembrar números longos, sendo o mais popular esquema numerológico dentro da Índia. O sistema, porém, não se limita à Índia, já que alguns cronogramas Páli baseados no sistema Kaṭapayādi foram descobertos na Birmânia.
Atribuindo mais de uma letra a um numeral e anulando certas outras letras como sem valor, este sistema oferece a flexibilidade de formar palavras significativas a partir de números que podem ser facilmente lembrados.

## Usos
- A tabela de senos de Mādhava construída pelo matemático Mādhava de Sangamagrama no Século XIV emprega o sistema Kaṭapayadi para listar os senos trigonométricos dos ângulos.
- Datas importantes foram lembradas convertendo-as usando o sistema Kaṭapayadi. Essas datas são geralmente representadas como o número de dias desde o início de Kali Yuga.[3] Às vezes é chamado de kalidina sankhya.
- Algumas pessoas usam o sistema Kaṭapayādi para nomear recém-nascidos.[4]